# Leo Kanner
Leo Kanner, född 29 februari 1896 i Klekotów, Österrike-Ungern (nuvarande Klekotiv, Ukraina), död 3 april 1981 i Sykesville, Maryland, var en amerikansk läkare och psykiatriker. Han lanserade bland annat teorin om så kallade kylskåpsmödrar. Kanners teori påstod att känslomässigt hämmade mödrar var orsaken till autism och schizofreni.

## Biografi
Leo Kanner växte upp i en tysk ortodox-judisk familj. Han började studera medicin 1913 på Berlins universitet, där han 1921 blev medicine doktor. År 1924 emigrerade han till USA och fick anställning som biträdande läkare på State hospital i Yankton, South Dakota, men valdes senare ut av Adolf Meyer och Edward Park att grunda världens första avdelning specialiserad på barnpsykiatri på det pediatriska Johns Hopkins university hospital i Baltimore. Tre år senare, 1933, erhöll han professorsgrad i psykiatri.

## Arbete
Omkring tio år senare, efter att ha mottagit ett 33 sidor långt brev där en man beskrev sin sons udda beteende, påbörjade han en studie om elva barn, alla med liknande symptom. 1943 publicerades hans artikel "Autistiska störningar av förmågan till känslomässig kontakt" (Autistic disturbanses of affective contact) vilken tillsammans med dr Hans Aspergers avhandling "Autistisk psykopati i barndomen" (die "autistischen Psychopathen" im Kindesalter, 1944) utgör den moderna grunden till vår tids kunskap om autismspektrumstörningarna. Begreppet autism lånade Kanner av Eugen Bleuler som 1912 myntade begreppet schizofren autism.